# Мальковский, Михаил Георгиевич
Михаил Георгиевич Мальковский (15 марта 1947 — 2 августа 2021) — учёный в области программирования и компьютерной лингвистики доктор физико-математических наук, профессор, заведующий кафедрой алгоритмических языков факультета ВМК МГУ.

## Биография
Родился 15 марта 1947 года в Москве. Отец — Георгий (Юрий) Николаевич Мальковский, потомственный дворянин, ученик, а затем ассистент Константина Сергеевича Станиславского, известный театральный режиссер, актер театра и кино, педагог (1912—1998). Мать — Ариадна Сергеевна Протопопова (1926—2001), театральная актриса.
В 1965 году окончил с золотой медалью среднюю школу № 59 имени Н. В. Гоголя (бывшая Медведниковская гимназия) в Москве.
В 1970 окончил с отличием механико-математический факультет МГУ.
В 1970—1973 годах обучался в аспирантуре факультета вычислительной математики и кибернетики МГУ.
Кандидат физико-математических наук (1975). Тема диссертации: «Программа, понимающая естественный язык» (научный руководитель С. С. Лавров).
Доктор физико-математических наук (1990). Тема диссертации: «Программно-информационное обеспечение адаптивных систем общения с ЭВМ на естественном языке».
Доцент по кафедре алгоритмических языков (1982).
Профессор по кафедре алгоритмических языков (1993).
Награждён медалью «В память 850-летия Москвы» (1997).
Лауреат Университетского конкурса молодых учёных имени Р. В. Хохлова (1980).
Заслуженный профессор МГУ (2004).
Звание ветерана труда (2007).
В Московском университете работал с 1973 года в должностях: ассистента (1973—1980), доцента (1980—1991), профессора (с 1991), заведующего кафедрой алгоритмических языков факультета ВМК МГУ (с 1993).
Похоронен на Введенском кладбище

## Преподавательская деятельность
За время работы в МГУ Михаил Мальковский подготовил и прочитал 7 новых основных курсов, 8 спецкурсов, в течение многих лет читал два основных курса: «Прикладное программное обеспечение» и «Искусственный интеллект», в последние годы читает обязательные курсы «Искусственный интеллект» (бакалавриат) и «Интеллектуальный интерфейс» (магистратура).
Внёс большой вклад в организацию преподавания информатики на гуманитарных факультетах МГУ и факультете фундаментальной медицины МГУ.
Автор учебника и нескольких учебных пособий.
Действительный член Российского Дворянского Собрания.

## Область научных интересов
Программное обеспечение ЭВМ, искусственный интеллект и компьютерная лингвистика.

## Научная деятельность
Научные результаты, полученные Михаилом Мальковским, позволяют решить на качественно новом уровне задачи автоматической обработки естественноязычных текстов, обеспечить непосредственное диалоговое взаимодействие пользователя с компьютерами новых поколений, программную поддержку инженерии знаний, заполнение баз данных по текстовым источникам, автоматизацию лингвистических исследований и редакционно-издательской деятельности, распознавание текста и звучащей речи, информационный поиск и Web-аналитика. Эти результаты нашли применение в технике, лингвистике, юриспруденции, криптографии, военном деле.
Михаил Мальковский — один из членов-учредителей Советской ассоциации по искусственному интеллекту (1988).
Член экспертного совета РФФИ и диссертационного совета, член компьютерного сообщества IEEE (IEEE Computer Society).
Член редколлегии международного журнала «Web Journal of Formal, Computational & Cognitive Linguistics», российских журналов «Вестник МГУ, сер. 15: Вычислительная математика и кибернетика» (до 2018 года) и «Искусственный интеллект и принятие решений» (до 2014 года).
Председатель редколлегии общедоступного Интернет-ресурса Glossary.ru.
Среди учеников Михаила Мальковского два доктора наук и 17 кандидатов наук.

## Научные публикации
Автор более 125 научных статей и 1 патента.
Автор 15 научных трудов и учебных пособий, в том числе:
- Мальковский М. Г. Диалог с системой искусственного интеллекта — М.: Изд-во Московского университета, 1985. — 213 с.
- Большакова Е. И., Мальковский М. Г. Автоматический синтез программ — М.: Изд-во Московского университета, 1987. — 114 с.
- Мальковский М. Г., Грацианова Т. Ю., Полякова И. Н. Прикладное программное обеспечение: системы автоматической обработки текстов — М.: Издательский отдел ф-та ВМиК МГУ, 2000. — 52 с. ISBN 5-89407-086-4